# Giovana Queiroz
Giovana Queiroz Costa Garbelini (São Paulo, 21 de junho de 2003) mais conhecida como Gio Queiroz ou simplesmente Gio, é uma futebolista profissional brasileira que atua como atacante. Atualmente joga pelo Atlético de Madrid

## Vida pregressa
Gio nasceu em São Paulo em 2003 e, em 2007 se mudou para Weston, Flórida com sua família. Em 2014, se mudaram para Madri. Ela fez parte do Atlético de Madrid, até 2017.

## Carreira em clubes
Gio jogou nas equipes juvenis do Atlético de Madrid e começou sua carreira adulta em 2018 no clube da Primera División Madrid CFF. Em 9 de dezembro de 2018, ela fez sua estreia profissional aos 15 anos em uma derrota por 0 a 7 contra o Barcelona. Até fevereiro de 2020, Gio jogou 14 partidas e marcou um gol com Madrid.
Em 17 de julho de 2020, o Barcelona anunciou a contratação de Gio por um valor não revelado em um contrato de três anos. Em 12 de agosto de 2021, o Levante UD assinou com Gio por empréstimo de um ano, até o final da temporada 2021-22. Ela fez sua estreia oficial pelo Levante na qualificação para a Liga dos Campeões da UEFA de 2021-22, entrando como substituta na partida contra o Grupo Desportivo Recreativo e Cultural Celtic. Ela marcou seus primeiros gols pelo clube na final da primeira rodada de qualificação ,contra o Rosenborg. Ela entrou na partida como substituta e marcou dois gols na prorrogação, incluindo o gol da vitória que ajudou o Levante a avançar para a segunda rodada das eliminatórias.
Em 2022, Gio venceu o Samba de Ouro Feminino 2021 após derrotar 29 adversários. A medalha, que homenageia a melhor jogadora brasileira atuando no exterior, foi entregue pela primeira vez à categoria feminina.
Em setembro de 2022, Gio foi vendida ao Arsenal por cerca de € 40.000 e foi emprestada ao Everton para a temporada.

## Carreira internacional
Gio foi convocada duas vezes para a seleção sub-17 dos Estados Unidos, em maio e em junho de 2019, jogando no Torneio de Desenvolvimento da UEFA, realizado em maio de 2019, na República Tcheca. Ela foi titular nas três partidas que a equipe disputou no torneio, que terminou com três vitórias para os Estados Unidos Sub-17. Em junho, Gio foi chamada novamente para o campo de treinamento realizado no Elite Athlete Training Center, em Chula Vista, na Califórnia.
Em agosto de 2019, Gio foi chamada para representar a seleção sub-17 da Espanha em um amistoso a ser realizado na Suécia, em setembro do mesmo ano. Lá, ela jogou novamente contra os Estados Unidos, marcando um hat-trick e levando a Espanha a uma vitória por 4-3. Em fevereiro de 2020, Gio foi convocada para a Seleção Brasileira de Futebol Feminino Sub-17. Ela jogou contra Áustria e Portugal, marcando um gol na vitória por 2-0 contra a Áustria. Em 8 de outubro de 2020, Gio foi convocada pelo técnico da Seleção Brasileira de Futebol Feminino, Pia Sundhage, para um campo de treinamento em Portimão, em Portugal, de 18 a 28 de outubro de 2020. Em 9 de novembro, Gio foi chamada para representar o Brasil em dois amistosos contra a Argentina. Mais tarde, a Argentina desistiu das partidas e Equador entrou em campo em seu lugar. Em 1º de dezembro, ela estreou pelo Brasil no intervalo da vitória por 8 a 0 sobre o Equador. Em junho de 2021, Gio foi nomeada para a Seleção Brasileira para os Jogos Olímpicos de Verão de 2020. Ela jogou contra a Zâmbia na partida da fase de grupos, entrando como substituta. O Brasil acabou sendo eliminado nas quartas de final, nos pênaltis contra o Canadá.
Em junho de 2022, Gio foi convocada para a seleção brasileira para a Copa América Feminina de 2022. O Brasil acabou vencendo o torneio pela 8ª vez, com Gio começando a partida inicial contra a Argentina e entrando como reserva contra o Uruguai na fase de grupos. Em julho de 2022, Gio foi convocada para a seleção brasileira para a Copa do Mundo Feminina Sub-20 da FIFA 2022, na Costa Rica, mas desistiu do torneio.

### Gols internacionais
| N. | Encontro               | Local                     | Oponente | Pontuação | Resultado | Campeonato                                               |
| -- | ---------------------- | ------------------------- | -------- | --------- | --------- | -------------------------------------------------------- |
| 1. | 26 de novembro de 2021 | Arena da Amazônia, Manaus | Índia    | 2-1       | 6–1       | Torneio Internacional de Futebol Feminino 2021 de Manaus |
| 2. | 1 de dezembro de 2021  | Arena da Amazônia, Manaus | Chile    | 2-0       | 2–0       | Torneio Internacional de Futebol Feminino 2021 de Manaus |

## Vida pessoal
Seu irmão, André Luiz Queiroz Costa Garbelini, também é jogador de futebol. Ele jogou pelas equipes juvenis do Real Madrid e representou a seleção masculina de futebol sub-17 dos Estados Unidos nos Amigáveis Internacionais da Nike de 2018.

## Prêmios

### Clube
Barcelona
- Primeira Divisão: 2020–21
- Liga dos Campeões Feminina da UEFA: 2020–21

### Brasil
- Copa América Feminina: 2022
- Copa América Feminina: 2025

### Individual
- Samba Ouro: 2021[13]